# اسطوره‌ای
اسطوره‌ای - آهنگ مأموریت ناسا: ۲۰۰۱ ادیسه مریخ (انگلیسی: Mythodea) که در سال ۱۹۹۳ منتشر شد.